# Július Meliš
Július Meliš (* 1925) je bývalý slovenský fotbalový záložník a útočník.

## Hráčská kariéra
V československé lize zasáhl v dresu ŠK Baťovany do jednoho utkání, v němž se mu podařilo vstřelit 1 gól. V letech 1939–1944 hrál za AC Čeklís (dobový název Bernolákova).

### Prvoligová bilance
| Ročník          | Zápasy | Góly | Minuty | Klub        |
| --------------- | ------ | ---- | ------ | ----------- |
| I. liga 1945/46 | 1      | 1    | –      | ŠK Baťovany |
| CELKEM I. LIGA  | 1      | 1    | –      |             |